# Adolf Hacker (Maler)
Adolf Hacker (* 11. Mai 1873 in Schwarzenbach an der Saale; † 14. August 1943) war deutscher Maler. Der dem Realismus zugerechnete Künstler, der seine Ausbildung unter anderem bei Caspar Ritter und Lovis Corinth erhielt, hat sich an seinem Hauptwirkungsort Heidelberg einen Namen als malender Stadtchronist und als Schnellmaler gemacht. Einen Großteil seines Werkes bilden Szenen aus Heidelberg und der näheren Umgebung sowie Porträts. In jungen Jahren und nochmals im Ersten Weltkrieg war Hacker außerdem Malergast bei der Marine, so dass auch Porträts von Marinepersonen einen Teil seines Werkes ausmachen.

## Leben
Er war der Sohn des Gendarmeriestandortkommandanten Adam Hacker (1833–1911) und dessen Frau Friedrike Margaretha geb. Söllner (1842–1881). Die Familie hatte insgesamt 19 Kinder aus zwei Ehen des Vaters. Adolf Hacker war das sechste Kind aus erster Ehe und verlebte seine Jugend in Hof, wo er auch eine Lehre zum Dekorations- und Zimmermaler absolvierte und die Zeichenklasse der gewerblichen Fortbildungsschule besuchte. Eine Prämie für sein 1890 gefertigtes Gesellenstück ermöglichte ihm den Besuch der Rosenthal-Kunstschule in München 1890/1891. Danach wechselte er zur Münchner gewerblichen Fortbildungsschule bei Professor Georg Graef, wurde jedoch wegen Vandalismus (er hatte im Streit mit einem Mitschüler eine Gipsstatue beschädigt) der Schule verwiesen und meldete sich im März 1892 in Wilhelmshaven als Malergast zur Marine.
1893 war er Obermalergast auf der Stein und nahm an einer mehrmonatigen Seereise nach Norwegen, Schottland und Schweden teil. Darauf bot man ihm eine Stelle als Malersmaat auf der Hohenzollern von Kaiser Wilhelm II. an, die er wegen einer militärischen Verfehlung jedoch nicht antrat. Im Mai 1894 wurde er von der Marine freigestellt und wandte sich nach Stuttgart, um wieder in seinem Lehrberuf als Zimmermaler tätig zu sein.
Über Mannheim, Wilhelmshaven, Nürnberg und Hof kam er 1896 erstmals nach Heidelberg. Er besuchte 1896/97 die Malklasse von Otto Hammel an der Kunstgewerbeschule in Hannover und kehrte dann als Zimmermaler nach Heidelberg zurück, wo er 1898 Johanna Beckenbach heiratete und 1899 ein eigenes Malergeschäft in der Hauptstraße 133 eröffnete. An seiner Wohnadresse in der Ladenburger Straße 36 betrieb er außerdem noch eine Werkstatt zur Anfertigung von Glasschildern.
Sein Geschäft entwickelte sich rasch und er beschäftigte bis zu 60 Lehrlinge und Gesellen pro Saison. Besondere Bekanntheit erlangte er 1906 mit seiner ersten öffentlichen Ausstellung in Heidelberg, in der vier freizügige Aktgemälde kurzzeitig ins Interesse der Staatsanwaltschaft rückten. In Heidelberg hat sich Hacker auch bald als malender Stadtchronist einen Namen gemacht. Beim Rathausbrand am 2./3. März 1908 hat er mehrere Fassungen des Ereignisses noch während der Brandnacht ausgeführt und andertags verkauft, was ihm den Beinamen „Schnellmaler“ einbrachte.
1909 wurde Hackers Handwerksbetrieb wegen wirtschaftlicher Schwierigkeiten liquidiert. Seine Ehefrau eröffnete darauf in den Werkstatträumen in Heidelberg einen Gebrauchtmöbelhandel, mit dem sie den Unterhalt der Familie finanzierte, während Hacker ein Studium an der Akademie der Bildenden Künste in Karlsruhe aufnahm. In der Klasse von Ernst Schurth, nach dessen Tod fortgeführt von Hans Müller-Dachau, erlernte Hacker das Zeichnen von Antikenfiguren und Porträtdarstellungen. Zu seinen Mitschülern zählten u. a. Paul Dahlen, Hermann Goebel, Arthur Grimm, Oskar Hagemann, Wilhelm Hempfing, Karl Hubbuch, Rudolf Schlichter und Georg Scholz. 1910/11 wechselte Hacker zu Caspar Ritter in die Malklasse. Auf Empfehlung von Wilhelm Trübner wechselte Hacker 1913 nach Berlin in das Studienatelier von Lovis Corinth und von dort im Winterhalbjahr 1913/14 an die Académie de la Grande Chaumière unter Claudio Castelucho nach Paris. Während der Sommermonate der Jahre 1912 bis 1914 unterhielt Hacker in Heidelberg eine eigene Malerschule.
Nach Ausbruch des Ersten Weltkriegs meldete sich Hacker freiwillig zur Marine, wurde aber zunächst nicht angenommen, so dass er vorübergehend als Kolonnenführer einer Farbfabrik, den Vereinigten Fabriken Carl Maquet, arbeitete. Im November 1914 wurde er dann als Malersmaat zur Marine nach Wilhelmshaven einberufen. Dort erstellte er zunächst hauptsächlich Porträts von Marineangehörigen, bevor er ab 1916 Umschulungskurse für Kriegsversehrte im Marinelazarett in Hamburg-Veddel abhielt. Diese Tätigkeit brachte ihm auch große Anerkennung in der Bürgerschaft. 1918 wurde er mit dem Eisernen Kreuz am weiß-schwarzen Bande ausgezeichnet.
Nach dem Ersten Weltkrieg kehrte Hacker nach Heidelberg zurück, wo er bis zu seinem Lebensende als malender Stadtchronist tätig war und unzählige Szenen aus dem politischen, kulturellen und alltäglichen Stadtgeschehen festhielt, sowie zahlreiche Porträts und Landschaftsaufnahmen schuf. Weitere Bilder entstanden auf vielen Reisen im In- und Ausland. Zu seinen bevorzugten Reisezielen zählte der Schwarzwald, wo er erstmals noch vor dem Ausbruch des Ersten Weltkriegs war. 1924 führte ihn eine längere Reise nach Italien. 1933 fand in Hof eine Ausstellung statt, bei der 85 Heidelberg-Motive Hackers gezeigt wurden.
Adolf Hacker starb am 14. August 1943 an einem Hirnschlag und wurde auf dem Heidelberger Bergfriedhof beigesetzt.

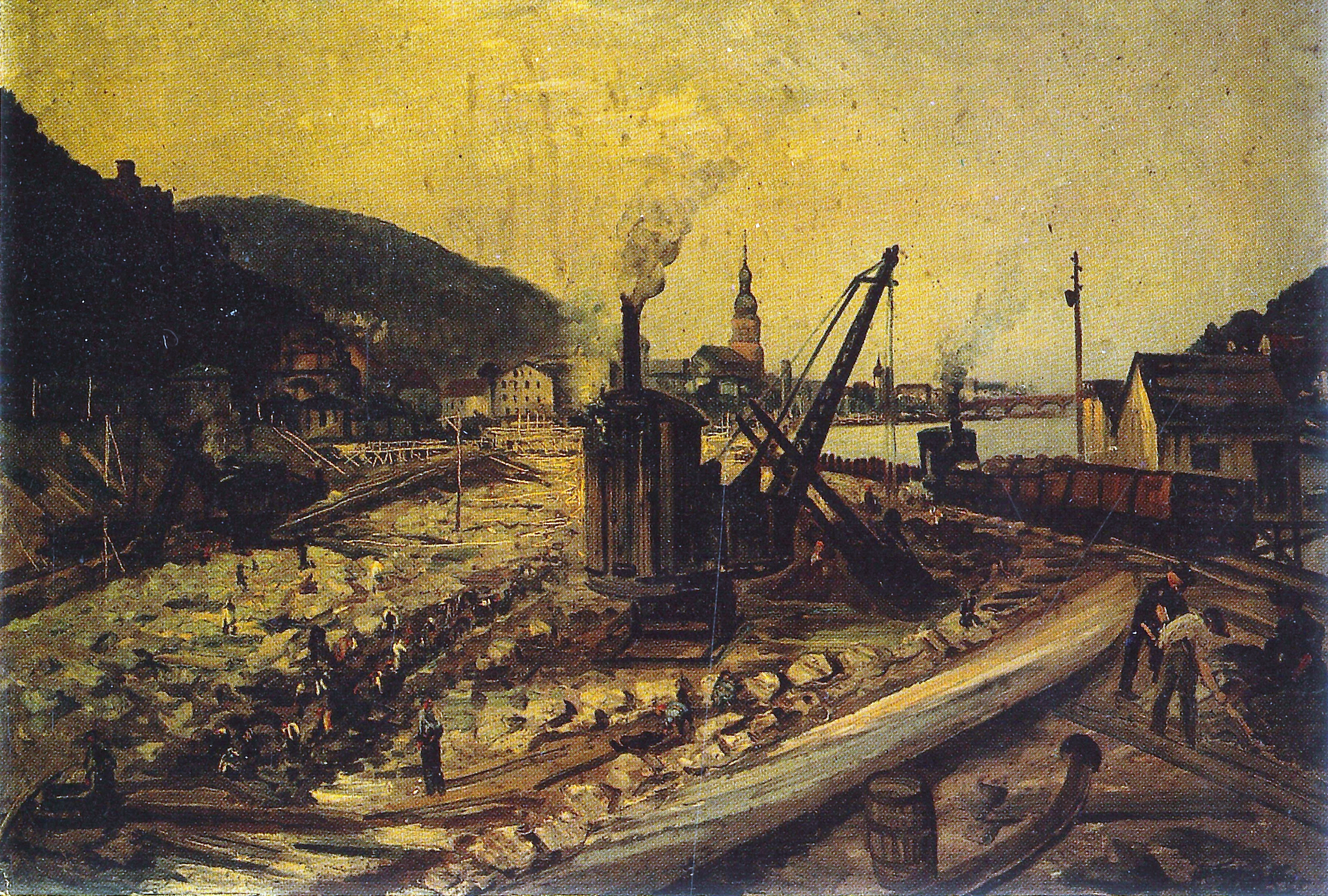
„Bau der Schleuse beim Karlstor“ von Adolf Hacker, 1920er Jahre

## Werk
Das Frühwerk Adolf Hackers besteht großteils aus Porträts, die noch in starrer, spätbiedermeierlicher Malweise verhaftet sind. Für jene Porträts nutzte Hacker häufig fotografische Vorlagen. Eine schwungvollere und nuanciertere Malweise ist ab dem Besuch der Kunstakademie Karlsruhe 1909 auszumachen, wobei der altmeisterliche, dunkel-tonige Charakter der Gemälde Hackers stilistisch von den Akademielehrern Schurth und Ritter herrührt und noch eine konturierte Linienführung bei Porträts dominiert. Nach der Ausbildung bei Lovis Corinth und dem Aufenthalt in Paris kam Hacker von einer konturierten Malweise ab und malte danach eher in breiten, spontanen Pinselzügen, wie sie für den malerischen Realismus jener Jahre typisch waren, mit pastosem Farbauftrag. Nach seiner Italienreise kehrte Hacker ab 1925 zu einer strengeren Gegenständlichkeit in dünnerem Farbauftrag zurück. Nach 1930 entstanden fast nur noch dokumentarische Szenen, die Hacker schnell ausführte, wobei Teile des Bildträgers oft unbemalt blieben, da sich Hacker nur noch auf die Darstellung bestimmter Eindrücke konzentrierte, ohne das gesamte Bildformat zu füllen. Die Gemälde seines Spätwerks vermitteln daher oft einen flüchtigen Eindruck.
Vor allem von den regionalen Motiven des unteren Neckarraums haben sich zahlreiche Gemälde Hackers in öffentlichem Besitz erhalten. 1927 malte er für die Stadtverwaltung von Ziegelhausen einen Gemäldezyklus mit innerstädtischen Motiven, der heute im Besitz der Stadt Heidelberg ist. Eines seiner Gemälde des Heidelberger Rathausbrandes 1908 sowie eine von ihm gemalte Szene einer Heidelberger Stadtratssitzung befinden sich im Kurpfälzischen Museum der Stadt Heidelberg. Das Museum im Alten Rathaus von Neckargemünd verfügt über weitere Werke Hackers. Ein großformatiges Heidelberg-Panorama (1,50 m × 6,00 m) ist in der Bürgerbegegnungsstätte in Peterstal ausgestellt.
Das im Heidelberger Gewerkschaftshaus befindliche Porträt von Friedrich Ebert wurde ebenfalls von Adolf Hacker gemalt. Als es 1933 durch die Nationalsozialisten vernichtet werden sollte, hat Hacker es kurzentschlossen mit einem Hitler-Porträt übermalt, so dass es unauffindbar blieb. Die Übermalung wurde nach 1945 wieder entfernt.